# Monarchie ougandaise
La monarchie ougandaise est le régime politique en vigueur en Ouganda entre 1962 et 1963. L'Ouganda est alors un royaume du Commonwealth qui partage son monarque avec le Royaume-Uni et plusieurs autres États souverains.
Ancien protectorat britannique, l'Ouganda obtient son indépendance le 9 octobre 1962, la reine Élisabeth II restant chef de l'État et portant le titre spécifique de reine d'Ouganda. La majorité de ses pouvoirs constitutionnels sont exercés par le gouverneur général, qui est son représentant dans le pays. En effet, comme d'autres pays du Commonwealth, le système politique d'Ouganda est basé sur le système de Westminster, dans lequel le chef de l'État joue un rôle purement honorifique.
La monarchie est abolie le 9 octobre 1963, date à laquelle le pays devient une république tout en continuant de reconnaître la reine Élisabeth II comme chef du Commonwealth. Un président remplace la reine comme chef d'État.

## Histoire
Le 9 octobre 1962, le protectorat de l'Ouganda devient une monarchie constitutionnelle indépendante, avec la reine Élisabeth II en tant que chef d'État. La reine est représentée pour la cérémonie d'indépendance par le duc et la duchesse de Kent. Le duc ouvre la première session du Parlement de l'Ouganda en prononçant le discours du Trône au nom de la souveraine. Dans son discours lors de l'ouverture officielle du Parlement, le gouverneur général déclare que le gouvernement ougandais reconnaît Élisabeth II en tant que chef du Commonwealth et comme reine de l'Ouganda indépendant.
Élisabeth II visite l'Ouganda du 28 au 30 avril 1954, puis du 21 au 24 novembre 2007, cette dernière fois pour assister à la réunion des chefs de gouvernement du Commonwealth à Kampala. Le parc national de Kazinga, dans l'ouest de l'Ouganda, est rebaptisé parc national Queen Elizabeth en 1954 pour commémorer sa visite.

## Rôle constitutionnel

### Pouvoirs exécutif et législatif

Étendard du gouverneur général avec la couronne de saint Édouard.

L'Ouganda est l'un des royaumes du Commonwealth qui partagent la même personne comme monarque et chef d'État.
Après l'indépendance de l'Ouganda en 1962, aucun ministre du gouvernement du Royaume-Uni ne peut conseiller la reine sur les questions relatives à l'Ouganda. Pour toutes les affaires ougandaises, la souveraine est conseillée uniquement par ses ministres ougandais. La reine est représentée dans le pays par un gouverneur général nommé par elle sur avis du Premier ministre de l'Ouganda. Théoriquement, la reine détient de vastes pouvoirs constitutionnels, mais en pratique, tous ces pouvoirs sont exercés par le gouverneur général.
Le monarque et le Conseil législatif (en) constituent le Parlement de l'Ouganda. Tous les textes de loi ougandais doivent recevoir la sanction royale pour être promulgués ; celle-ci est accordée par le gouverneur général au nom de la reine. Il est chargé de convoquer, de proroger et de dissoudre le Parlement. Le gouverneur général nomme les ministres sur avis du Premier ministre.

### Pouvoir judiciaire
La plus haute juridiction de l'Ouganda est le Comité judiciaire du Conseil privé. La reine, et par extension le gouverneur général, peut exercer la « prérogative royale de clémence » et gracier les infractions contre la Couronne, que ce soit avant, pendant ou après un procès.

## Titre de la reine

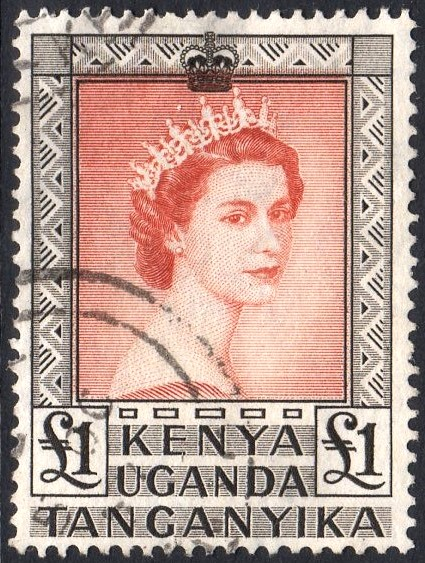
Timbre de Kenya-Uganda-Tanganyika (KUT) à l'effigie de la reine Élisabeth II.

La reine Élisabeth II possède officiellement un titre différent dans chacun des royaumes du Commonwealth. Jusqu'en 1962, l'Ouganda fait partie de l'Empire britannique, et Élisabeth II y règne en tant que reine du Royaume-Uni. Après l'indépendance, un nouveau titre est adopté, afin de préciser l'aspect distinct de la monarchie ougandaise. À partir du 2 novembre 1962, le titre de la reine en Ouganda est le suivant :
« Elizabeth the Second, by the Grace of God, Queen of Uganda and of Her Other Realms and Territories, Head of the Commonwealth. »
« Élisabeth Deux, par la grâce de Dieu, reine d'Ouganda et de ses autres royaumes et territoires, chef du Commonwealth. »
Entre le 9 octobre et le 2 novembre 1962, la reine conserve son titre britannique : « Élisabeth Deux, par la grâce de Dieu, reine du Royaume-Uni de Grande-Bretagne et d'Irlande du Nord et de ses autres royaumes et territoires, chef du Commonwealth, défenseur de la Foi ».

## Abolition de la monarchie
L'Ouganda devient une république le 9 octobre 1963, un an jour pour jour après l'indépendance, à la suite d'une révision constitutionnelle, qui abolit la monarchie et remplace la reine et le gouverneur général par un président élu parmi les rois des royaumes locaux et les chefs constitutionnels des districts. Le pays cesse d'être un royaume du Commonwealth, mais reste membre de l'organisation dirigée par Élisabeth II en tant que république du Commonwealth. Le kabaka (roi) du Buganda, Muteesa II, est élu premier président de l'Ouganda et succède à Élisabeth II comme chef d'État.